# Tsikhalakh
Tsikhalakh (en rus: Цихалах) és un poble del Daguestan, a Rússia, que en el cens del 2010 tenia 57 habitants. Pertany al districte rural d'Agvali.